# Ali Ahmad
Ali Ahmad (* 1966, Al Khobar, Saúdská Arábie) je saúdskoarabský novinář. Je kritikem vládnoucího režimu v zemi, z bezpečnostních důvodů žije ve Spojených státech.

## Život
Vyrůstal v šíitské rodině s devíti dětmi. Jeho strýc Ali Salman byl zatčen za své opoziční aktivity v letech 1969-1975, jeho strýc Adil Salman byl počátkem 90. let 18 měsíců vězněn za členství v Socialistické dělnické straně (Socialist Workers Party). V květnu 2012 byl v Saúdské Arábii zatčen jeho bratr Kamel Abbas Ahmed.
Ali Ahmad se ve 14 letech stal nejmladším politickým vězněm poté, co byl při cestě s rodiči a šesti sourozenci v roce 1981 zatčen v katarském městě Dauhá a poté deportován do Saúdské Arábie. Počátkem 90. let se odstěhoval do Spojených států, kde na vysokých školách v Minnesotě vystudoval žurnalistiku a finance. V roce 2002 objevil na webu video se záznamem vraždy amerického novináře Daniela Pearla.
Ali Ahmad ve Spojených státech přispívá do médií a přednáší. Po celý rok 2018 ho sledovali hackeři; vydávali se za novináře britské stanice BBC s cílem dostat se do jeho soukromé pošty.